# Мод Апатоу
Мод Апатоу (англ. Maude Apatow; нар. 15 грудня 1997) — американська кіноакторка, старша дочка кінорежисера Джадда Апатоу та акторки Леслі Манн. Має молодшу сестру — Айріс Апатоу.
Відома ролями у фільмах «Трішки вагітна», «Приколісти» і «Кохання по-дорослому».

## Біографія
Народилася 15 грудня 1997 року в Лос-Баносі у Каліфорнії.
Дебютувала у фільмі 2007 року «Трішки вагітна», сценаристом і режисером якого виступив її батько. Там вона виконала роль Седі, дочки Піта (Пол Радд) і Деббі (роль виконує реальна мати актриси, Леслі Манн). Також у фільмі знялася і молодша сестра Мод — Айріс Апатоу (в ролі Шарлотти). У 2009 році разом зі своєю матір'ю вона знялася у фільмі «Приколісти», сценаристом і режисером якого виступив також її батько. Пізніше вона знову виконала роль Седі в спін-оффі фільму «Трішки вагітна» — кінострічці «Кохання по-дорослому».

## Фільмографія
| Рік       |    | Українська назва       | Оригінальна назва         | Роль                        |
| --------- | -- | ---------------------- | ------------------------- | --------------------------- |
| 2007      | ф  | Трошки вагітна         | Knocked Up                | Седі                        |
| 2009      | ф  | Приколісти             | Funny People              | Мейбл                       |
| 2012      | ф  | Кохання по-дорослому   | This Is 40                | Седі                        |
| 2015      | ф  | Ідеальний голос 2      | Pitch Perfect 2           | дівчина в аудиторії         |
| 2015      | с  | Дівчатка               | Girls                     | Клео (3 серії)              |
| 2016      | ф  | Інші люди              | Other People              | Александра Малкагі          |
| 2017      | ф  | Будинок завтра         | The House of Tomorrow     | Мередіт Віткомб             |
| 2018      | ф  | Нація убивць           | Assassination Nation      | Грейс                       |
| 2019—2020 | с  | Ейфорія                | Euphoria                  | Лексі Говард (головна роль) |
| 2020      | ф  | Король Стейтен-Айленда | The King of Staten Island | Клер Карлін                 |
| 2020      | с  | Голлівуд               | Hollywood                 | Генріета (5 серій)          |
| 2022—2023 | мс | Пантеон                | Pantheon                  | Джастін (6 серій)           |
| 2025      | ф  | О. Що. Весело.         | Oh. What. Fun.            |                             |

## Нагороди
| Рік  | Премія        | Номінація                                                                | Фільм                | Результат |
| ---- | ------------- | ------------------------------------------------------------------------ | -------------------- | --------- |
| 2013 | Молодий актор | Найкраще виконання в художньому фільмі - молода актриса другорядної ролі | Кохання по-дорослому | Номінація |